# Saizerais
Saizerais település Franciaországban, Meurthe-et-Moselle megyében. Lakosainak száma 1457 fő (2022. január 1.). Saizerais Belleville, Dieulouard, Liverdun, Marbache, Rosières-en-Haye és Villers-en-Haye községekkel határos.

## Népesség
A település népessége az elmúlt években az alábbi módon változott:
| Lakosok száma | 780  | 1130 | 1228 | 1428 | 1561 | 1548 | 1503 | 1473 | 1464 | 1457 |
|               | 1968 | 1982 | 1990 | 2006 | 2013 | 2015 | 2017 | 2019 | 2020 | 2022 |